# Віборг (Південна Дакота)
Віборг (англ. Viborg) — місто (англ. city) в США, в окрузі Тернер штату Південна Дакота. Населення — 814 особи (2020).

## Географія
Віборг розташований за координатами 43°10′17″ пн. ш. 97°4′47″ зх. д. / 43.17139° пн. ш. 97.07972° зх. д. (43.171393, -97.079854).  За даними Бюро перепису населення США в 2010 році місто мало площу 1,04 км², уся площа — суходіл.

## Демографія
Згідно з переписом 2010 року, у місті мешкали 782 особи в 360 домогосподарствах у складі 189 родин. Густота населення становила 752 особи/км².  Було 429 помешкань (413/км²).
Расовий склад населення:
| - 98,6 % — білих - 0,8 % — корінних американців |

До двох чи більше рас належало 0,6 %. Частка іспаномовних становила 0,6 % від усіх жителів.
За віковим діапазоном населення розподілялося таким чином: 18,9 % — особи молодші 18 років, 48,6 % — особи у віці 18—64 років, 32,5 % — особи у віці 65 років та старші. Медіана віку мешканця становила 51,3 року. На 100 осіб жіночої статі у місті припадало 85,7 чоловіків;  на 100 жінок у віці від 18 років та старших — 78,6 чоловіків також старших 18 років.
Середній дохід на одне домашнє господарство  становив 45 339 доларів США (медіана — 31 181), а середній дохід на одну сім'ю — 64 644 долари (медіана — 58 036). Медіана доходів становила 39 583 долари для чоловіків та 26 339 доларів для жінок. За межею бідності перебувало 17,6 % осіб, у тому числі 11,3 % дітей у віці до 18 років та 9,7 % осіб у віці 65 років та старших.
Цивільне працевлаштоване населення становило 381 особа. Основні галузі зайнятості: освіта, охорона здоров'я та соціальна допомога — 33,9 %, роздрібна торгівля — 13,9 %, транспорт — 7,1 %, будівництво — 6,0 %.